# Lil Pump (album)
Lil Pump è il primo album in studio del rapper statunitense Lil Pump, pubblicato il 13 ottobre 2017 dalla Warner Bros. Records e Tha Lights Global.

## Pubblicazione
Nell'estate 2017, Lil Pump, in seguito alla pubblicazione su SoundCloud dei brani Boss, Flex Like OUU, D Rose e Molly (canzoni che hanno contribuito alla crescita della fama del rapper statunitense), aveva anticipato la pubblicazione del suo primo mixtape ufficiale (era già stata pubblicata la raccolta Let's Get It! Or Die..., che tuttavia non era stata riconosciuta come ufficialmente pubblicata dal rapper di Miami) attraverso il suo profilo Twitter, prima il 21 luglio, poi il 9 agosto.
I primi giorni di ottobre, il rapper rivela l'imminente pubblicazione del mixtape, prevista per la mezzanotte del 6 ottobre. Tra i tanti produttori coinvolti nella realizzazione dei brani, figura Ronny J, già autore di numerose basi adottate da artisti come XXXTentacion.
Per la realizzazione di alcuni brani, Lil Pump collabora con Rick Ross, Lil Yachty, l'amico d'infanzia Smokepurpp, Chief Keef, Gucci Mane e 2 Chainz.

## Tracce
1. What U Sayin (feat. Smokepurpp) – 2:20 (testo: Gazzy Garcia, Omar Pineiro, Travis Broderick, Jr. – musica: FadedBlackid, Trapphones)
2. Gucci Gang – 2:04 (testo: Gazzy Garcia, Brendan Murray, Omar Pineiro, Ronald Spence, Jr., Gerrell Nealy – musica: Bighead, Gnealz)
3. Smoke My Dope (feat. Smokepurpp) – 2:15 (testo: Gazzy Garcia, Omar Pineiro, Ronald Spence, Jr. – musica: Ronny J)
4. Crazy – 2:05 (testo: Gazzy Garcia, Brendan Murray – musica: Bighead)
5. Back (feat. Lil Yachty) – 3:17 (testo: Gazzy Garcia, Miles McCollum, Nosakhere Andrews – musica: Mr. 2-17)
6. D Rose – 2:15 (testo: Gazzy Garcia, Jaeqwan Sanders – musica: Terrotuga)
7. At the Door – 2:03 (testo: Gazzy Garcia, Brendan Murray, Christopher Barnett – musica: Bighead, CBMiX)
8. Youngest Flexer (feat. Gucci Mane) – 3:19 (testo: Gazzy Garcia, Brendan Murray, Radric Davis – musica: Bighead)
9. Foreign – 1:52 (testo: Gazzy Garcia, Bryan Simmons – musica: TM88)
10. Whitney (feat. Chief Keef) – 3:12 (testo: Gazzy Garcia, Brendan Murray, Keith Cozart, James Montgomery – musica: Bighead, Captain Crunch)
11. Molly – 2:02 (testo: Gazzy Garcia, Brendan Murray, Ronald Spence, Jr. – musica: Bighead, Ronny J)
12. Iced Out (feat. 2 Chainz) – 3:12 (testo: Gazzy Garcia, Nosakhere Andrews, Tauheed Epps – musica: Mr. 2-17)
13. Boss – 1:46 (testo: Gazzy Garcia, Sebastian Baldeon – musica: Diablo)
14. Flex Like Ouu – 1:48 (testo: Gazzy Garcia, Miguel Curtidor, Ronald Spence, Jr., Adam Feeney – musica: Danny Wolf, Ronny J, Frank Dukes)
15. Pinky Ring (feat. Smokepurpp, Rick Ross) – 3:12 (testo: Gazzy Garcia, Ray Fraser, Omar Pineiro, William Roberts – musica: Illa da Producer)

## Formazione
Crediti adattati da Tidal.

### Musicisti
- Lil Pump – voce
- Smokepurpp – voce aggiuntiva (tracce 1, 3, 15)
- Lil Yachty – voce aggiuntiva (traccia 5)
- Gucci Mane – voce aggiuntiva (traccia 8)
- Chief Keef – voce aggiuntiva (traccia 10)
- 2 Chainz – voce aggiuntiva (traccia 12)
- Rick Ross – voce aggiuntiva (traccia 15)

### Produzione
- Faded Blackid – produzione (traccia 1)
- Trapphones – co-produzione (traccia 1)
- Bighead – produzione (tracce 2, 4, 7, 8, 10, 11)
- Gnealz – produzione (traccia 2)
- Ronny J – produzione (tracce 3, 11, 14)
- Mr. 2-17 – produzione (tracce 5, 12)
- Terrotuga – produzione (traccia 6)
- CBMix – produzione (traccia 7)
- TM88 – produzione (traccia 8)
- Captain Crunch – co-produzione (traccia 10)
- Diablo – produzione (traccia 13)
- Danny Wolf – produzione (traccia 14)
- Frank Dukes – co-produzione (traccia 14)
- Illa da Producer – produzione (traccia 15)

### Comparto tecnico
- Christopher Barnett – missaggio (tutte le tracce)
- Josh Goldenberg – registrazione (traccia 2)

## Classifiche

### Classifiche settimanali
| Classifica (2017–2018)    | Posizione massima |
| ------------------------- | ----------------- |
| Belgio (Fiandre)          | 80                |
| Belgio (Vallonia)         | 115               |
| Canada                    | 6                 |
| Danimarca                 | 36                |
| Finlandia                 | 10                |
| Francia                   | 67                |
| Italia                    | 19                |
| Nuova Zelanda             | 33                |
| Norvegia                  | 20                |
| Paesi Bassi               | 46                |
| Stati Uniti               | 3                 |
| Stati Uniti (R&B/Hip-Hop) | 2                 |
| Svezia                    | 20                |

### Classifiche di fine anno
| Classifica (2018) | Posizione massima |
| ----------------- | ----------------- |
| Stati Uniti       | 104               |